# Los Iniciados
Los Iniciados – hiszpańska grupa muzyczna założona w 1981 roku przez Servanda Carballara skupiona na tworzeniu muzyki eksperymentalnej i nowa fala. Ich dzieła inspirowane są muzyką arabską czy Industrialem. W roku 1982 zespół wystąpił w programie telewizyjnym Caja de Ritmos emitowanym przez hiszpańską telewizję Televisión Española. Pomimo że członkowie grupy postanowili nie ujawniać swojej tożsamości, wiadomo, że za projekt odpowiedzialne są osoby powiązane z takimi grupami jak: Aviador Dro, Alphaville i TNT.

## Dyskografia[1]

### Albumy
- La marca de Anubis (1982)
- Todo Ubú (1983)
- Druidas químicos (1999)

### EP
- El cantor de jazz (1982)
- Los Iniciados (2006)

### Kompilacje
- La otra movida. La Fnac recupera el pop de los 80 (2002), Fnac Música
- Los Iniciados contra Oviformia SCI. Ultimátum a la Tierra. En directo Simposium Tecno 1981 (2003), Trauco Discos
- Tensiòn. Spanish Experimental Underground 1980-1985 (2012), Munster Records
- Sombras. Spanish Post-Punk and Dark-Pop. 1981-1986 (2014), Munster Records
- El futuro (2015), La Fonoteca